# Clytra nigrocincta
Clytra nigrocincta — вид листоїдів з підродини клітріних. Зустрічається на сході Туреччини, в Сирії, Іраку, Закавказзі та в північній частині Ірану.